# Jorge, el hijo del pueblo
Jorge, el hijo del pueblo es una obra publicada en 1892 por María Nieves y Bustamante en Arequipa, es una narrativa o novela histórica poco conocida en el Perú pero que resalta la indomable fuerza luchadora del pueblo arequipeño en la revolución más larga y sangrienta que el Perú haya conocido.

## Resumen
En sus dos tomos, trata la resistencia del pueblo arequipeño al gobierno central de Castilla (1856).
En esta obra se resalta la diferencia entre la alta sociedad y el pueblo llano, que sufren igualmente en esta guerra por el desprecio del general Vivanco y de Alfredo Iriate.
Jorge es un hombre de pueblo que está enamorado de la bella Elena, que pertenece  a una familia aristocrática. La madre de Elena, enterada de este amor imposible, los separa, y hace casar a Elena con Alfredo Iriate, un hombre manipulador y frío. El matrimonio es una farsa. 
Mientras, Jorge es reconocido como hijo de Guillermo de Torre, pero se entera del matrimonio de Elena. Luego Elena muere de amor sin saber que su matrimonio era una falsedad, y Jorge, triste y deprimido, se ve involucrado en la defensa de la ciudad contra las fuerzas de Ramón Castilla.
La autora denuncia las conspiraciones y conflictos, sean militares o políticos, y también las actitudes de la población criolla, en especial del género masculino: sus acciones y consecuencias que sobre todo son resentidas por las mujeres. Asimismo, denuncia las diferencias sociales entre la aristocracia y el pueblo (los cholos).